# Let Them Eat Pussy
Let Them Eat Pussy è il secondo album in studio del gruppo musicale  statunitense Nashville Pussy, pubblicato dalla Enclave Records nel 1998. La canzone "Fried Chicken and Coffee" è stata nominata per un Grammy Award nella categoria Best Metal Performance.

## Tracce
1. Snake Eyes – 1:29
2. You Are Goin' Down – 2:08
3. Go Motherfucker Go – 1:59
4. I'm the Man – 2:16
5. All Fucked Up – 1:51
6. Johnny Hotrod – 2:56
7. Five Minutes to Live – 2:17
8. Someboy Shoot Me – 3:24
9. Bloowin Smoke – 2:05
10. First I Look at My Pourst – 3:06
11. Eat My Durst – 1:50
12. Fried Chicken and Coffee – 4:26

## Formazione
- Blaine Cartwright – voce, chitarra
- Ruter Suys  –  chitarra
- Corey Parks   – basso
- Adam Neal   – voce, batteria